# Gracia Nassi
Pour les articles homonymes, voir Nasi.
Gracia (Mendes) Nassi ou Beatriz de Luna (selon le nom adopté en tant que prétendue catholique en Espagne), ou Doña Gracia, née le 20 juin 1510 (?) à Lisbonne (Portugal) et morte le 3 novembre 1569, est une figure de la Renaissance, qui géra une immense fortune familiale et prêta de l'argent aux rois, tout en venant activement en aide aux Juifs persécutés à travers l'Europe.

## Biographie

### Origines
Elle naît à Lisbonne d'une famille marrane de nobles, les Benveniste, d’origine aragonaise, qui avaient fui l'Espagne au début de l'Inquisition, quelques dizaines d'années auparavant. Gracia en espagnol et en portugais est l'équivalent de Hannah en hébreu. Son père est le « Dr Agostinho (anciennement Shmuel) Miques, qui a enseigné la médecine à l'Université de Lisbonne et dont le nom hébreu était Nassi ».

### Mariage
Mariée à 18 ans en 1528 avec Joseph Francesco Mendes Nassi (de son nom hébraïque Tsemach Benveniste, dit également Joao Micas) (les familles Benveniste et Mendes sont apparentées), âgé de 48 ans, le plus grand négociant d'épices en Europe (particulièrement le poivre noir venu d'Inde), qui possédait une des plus importantes banques du monde, la banque Mendès, elle était la tante de Joseph Nassi, futur duc de Naxos. Comme de nombreux coreligionnaires, ils sont obligés de cacher leur judaïsme ; elle s'appelle officiellement Beatriz de Luna.

### Pérégrinations

#### Anvers

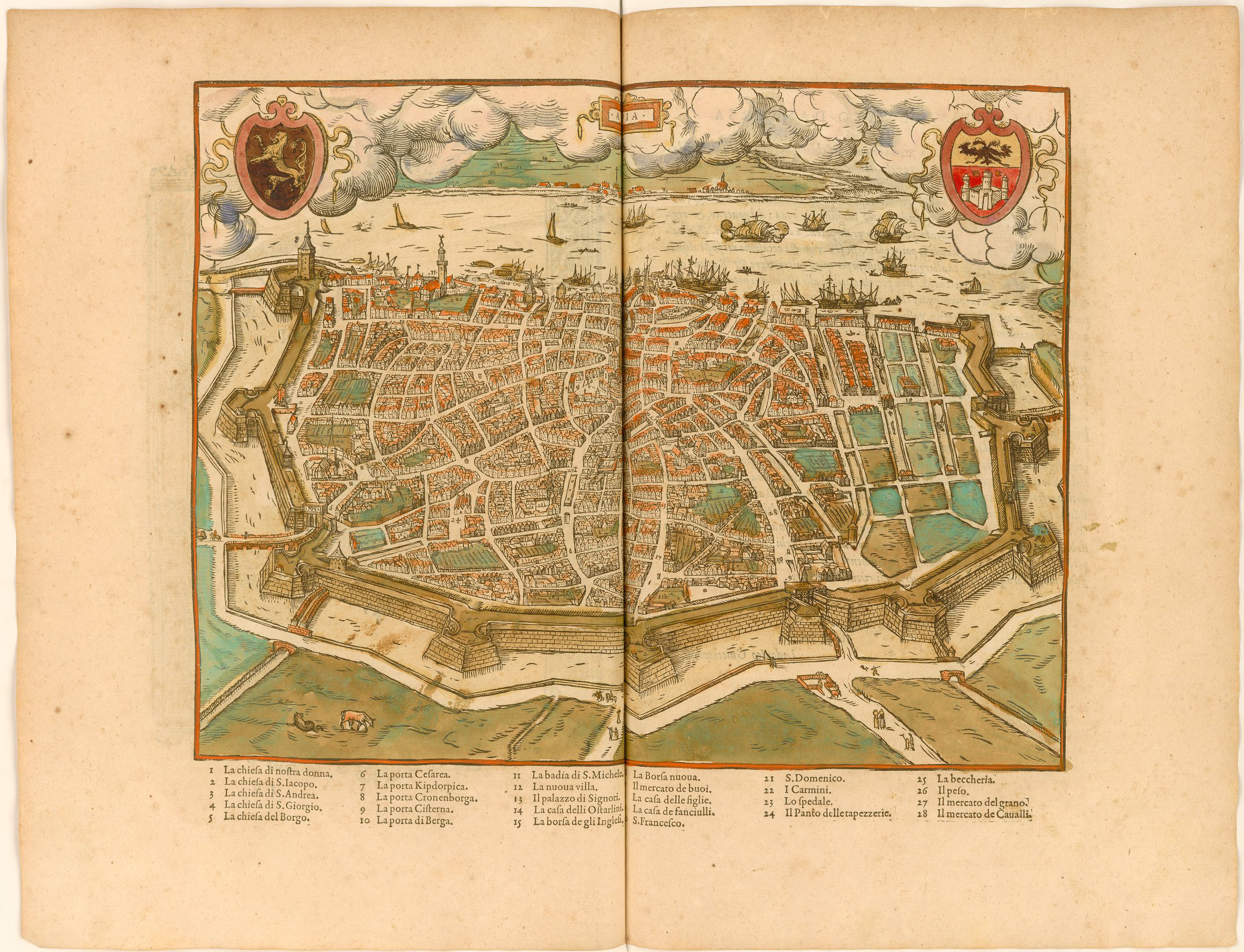
Carte d'Anvers de 1567.

Sa vie fut un voyage. À la mort prématurée de son mari Francesco en 1536, Gracia hérita de ses entreprises dont une flotte de navires. Diogo Mendes, le frère de Francesco, qui avait épousé Brianda, la sœur de Gracia, et qui dirigeait jusqu'ici la branche espagnole de la banque, en déplaça l'activité à Anvers où Gracia abandonnant ses biens et une partie de sa fortune s'installa en 1536, en passant par Londres, avec son enfant unique, Reyna, et y séjourna une dizaine d'années, tout en secondant son beau-frère dans ses activités ; parmi celles-ci, le prêt d'argent à nombre de rois et seigneurs d'Europe.
Après la mort de Diogo, le beau-frère de Gracia, l’empereur Charles V dit Charles Quint tenta de saisir sa fortune mais « Doña Gracia parvint à quitter Anvers en 1549 avec sa fille, sa sœur désormais veuve, sa nièce et la plupart de ses biens ». Juste auparavant, un scandale avait éclaté : Brianda avait contesté le testament de son mari qui faisait hériter Gracia et non son épouse. Un arbitrage selon la loi juive impliqua un certain nombre de rabbins parmi lesquels Joseph Caro, auteur du Shoulhan Aroukh, qui conclut dans une opinion minoritaire contre Gracia et en faveur de Brianda.

#### Venise

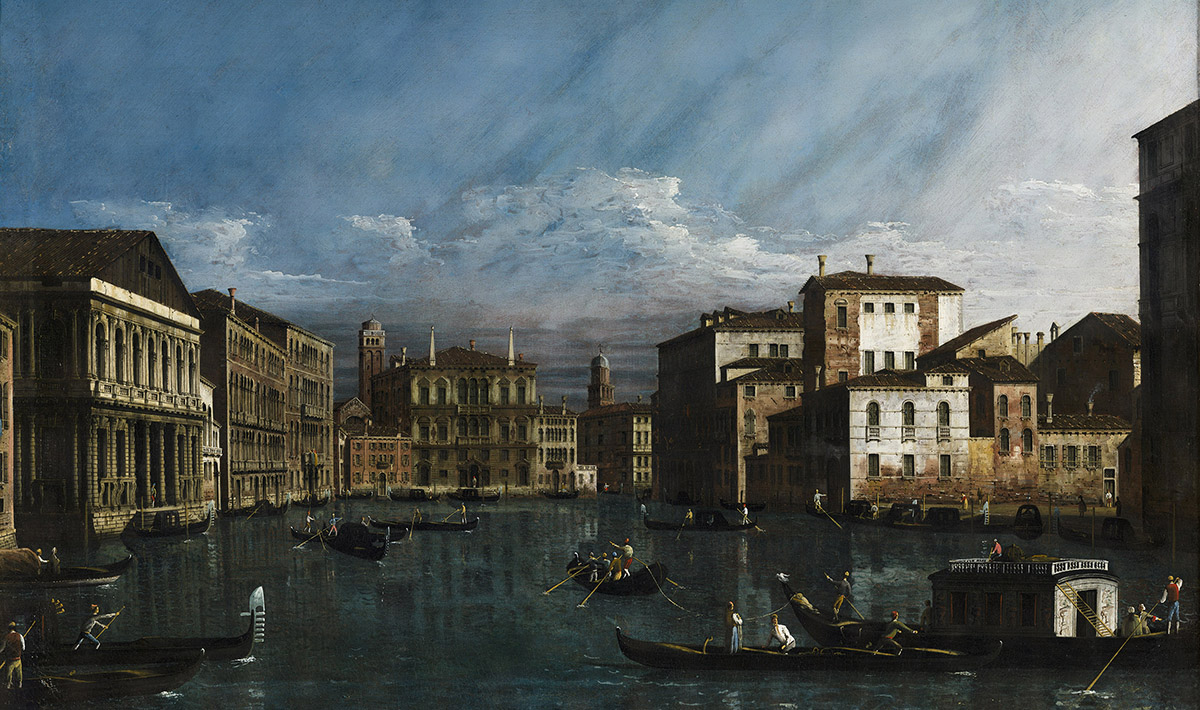
Grand canal de Venise, B. Bellotto, v. 1736

Gracia se réfugia ensuite en Italie, à Venise, en 1544 ou 1546 mais sa sœur Brianda la dénonça ou fut simplement indiscrète auprès des autorités en la désignant en tant que crypto-juive et Gracia fut apparemment arrêtée, emprisonnée et dépouillée de ses biens.
En 1550, tous les marranes de la cité sont bannis de Venise.

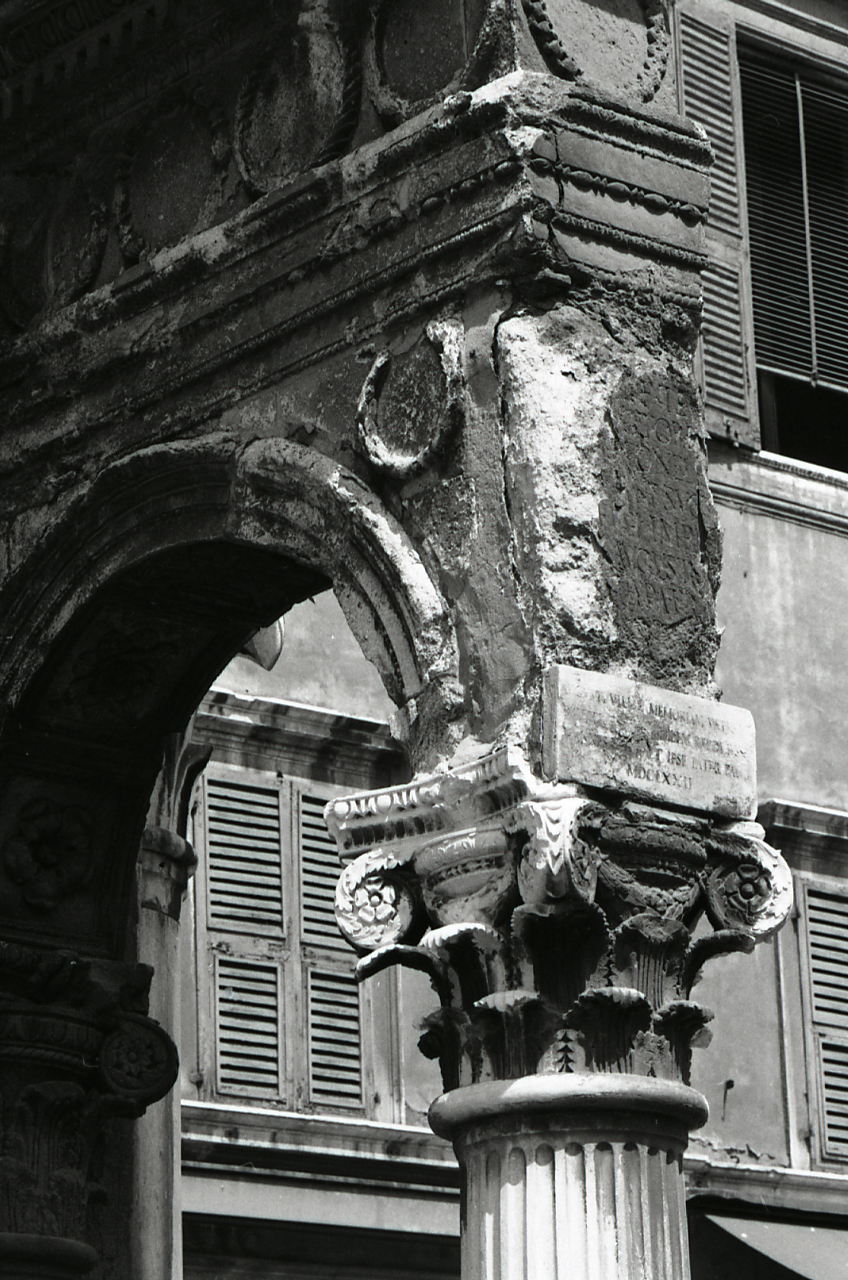
Détail architectural à Ferrare

#### Ferrare

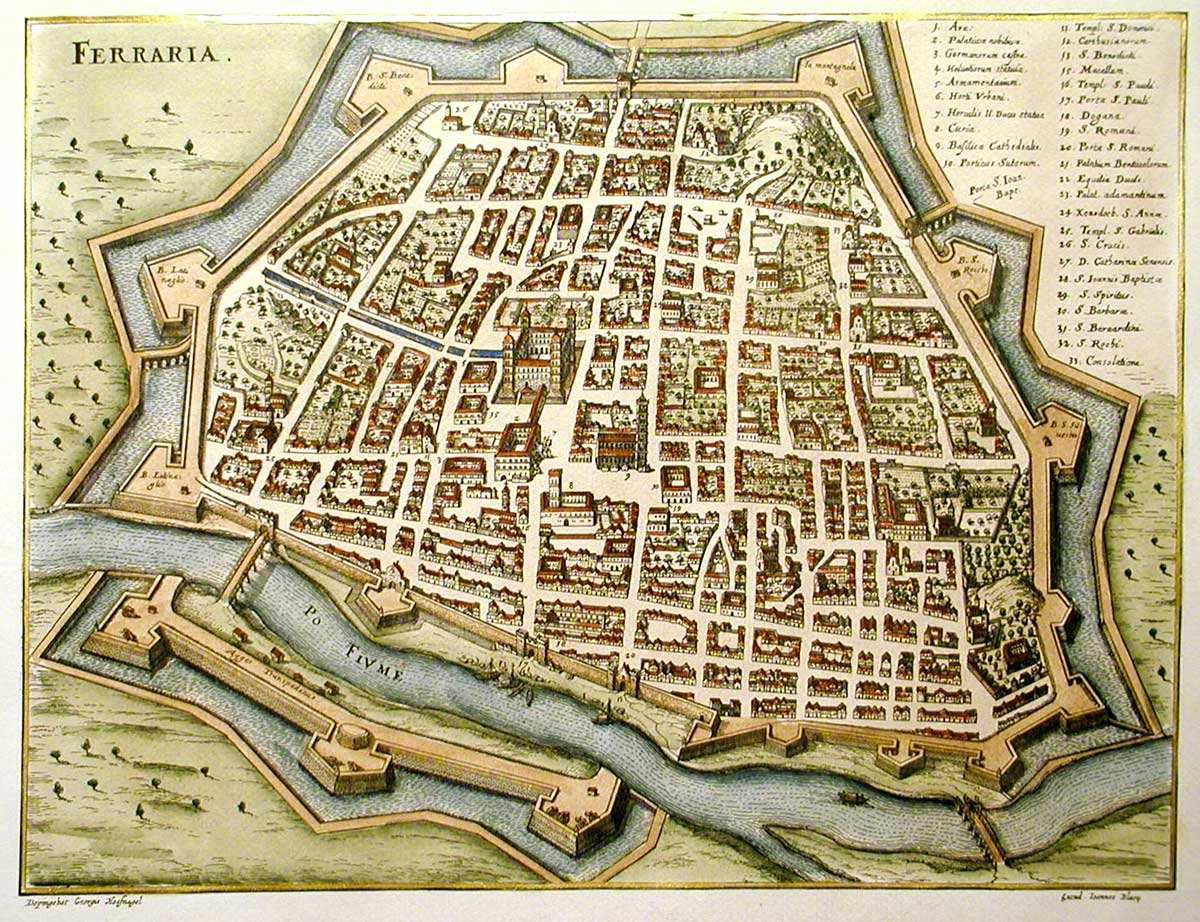
Carte de Ferrare, v. 1600

Gracia parvint à trouver asile à Ferrare où après cette période de deux ans d'emprisonnement pour relaps et de négociations par son neveu et le médecin Moses Hamon appuyés par le sultan Soliman II,,, elle put enfin professer sa foi juive. En effet, cette cité faisait partie d'un ensemble de lieux appelés « terres de liberté » voire « terres de judaïsme », c'est-à-dire des cités où le judaïsme était soit officieusement toléré donc restreint (comme Anvers), soit franchement accepté (suivant les époques), et où les Juifs étaient reconnus comme tels ; ainsi, Amsterdam, Hambourg, Venise, Livourne ou une partie de l'Empire ottoman (Smyrne, Salonique), où nombre de marranes et « nouveaux chrétiens », ces Juifs contrariés, en profitèrent pour se convertir à leur religion d'origine.

#### Constantinople
Suivant l'exemple de son neveu Joseph devenu l’un des hommes les plus influents d’Europe en tant que ministre du Sultan, elle se rendit à Constantinople dans l'Empire ottoman en 1553, en passant par Dubrovnik,,. Elle fut chaleureusement accueillie par le sultan Soliman le Magnifique à Constantinople, l'actuel Istanbul. Là, elle s'installa à Galata (Karaköy) et devint « le centre de l’aide mondiale aux conversos et aux Juifs en butte aux persécutions de toutes sortes »,. Pour ce faire, elle « développa ses activités commerciales et joua un rôle diplomatique de dimension internationale au service du sultan ».

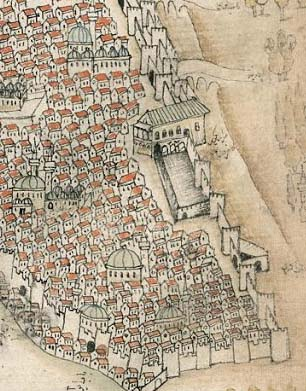
Détail de Constantinople par Piri Reis, 1521

Elle encouragea la culture juive, fit bâtir des synagogues, des yeshivot, des bibliothèques. Elle incita son neveu à soutenir notamment les érudits talmudiste de la yeshiva de Constantinople, fondée par Joseph Ibn Leb, auteur de responsa ou d'une imprimerie hébraïque (qui n'exista que peu de temps). En effet, Gracia Nasi avait conçu « le projet d’aider ses compatriotes dans la tâche de récupération des croyances ancestrales tombées en désuétude, voire dans l’oubli. Elle s’engagea fermement dans la production de livres juifs, les rendant accessibles à la majorité des membres de la communauté par leur prix et la langue ». Ainsi, elle soutint financièrement des éditeurs séfarades du quartier de Haskoÿ et de villes italiennes, et commandita la fameuse Bible de Ferrare écrite en judéo-espagnol ou ladino (la Biblia en lengua Española), éditée par Yom-Tob Atias et Abraham Usque en 1552-1553 et destinée aux descendants des « Juifs chassés d'Espagne qui avaient trouvé refuge en Italie après de pénibles péripéties » et avaient perdu l'usage de l'hébreu ; son « frontispice représente une nef au mât brisé, évocation des difficultés de leur errance à travers la Toscane, la Vénétie, l'Émilie et la Romagne »,.
En 1556, aidée du sultan, elle intervint auprès du pape Paul IV faisant suite à sa bulle particulièrement sévère à l'égard des Juifs, Cum Nimis Absurdum, de 1555, afin qu'il libèrât de ses geôles les Juifs ancôninais d'origine ottomane (sujets ottomans) qui refusaient de se faire baptiser. Ainsi, elle leur sauva la vie - mais ne put rien pour les autres qui furent exécutés,,. Elle participa également au blocus du port d'Ancône pour faire pression sur les autorités pontificales.
Des milliers de conversos et d’autres Juifs persécutés l'appelaient « notre ange ». On la surnommait également alors « le cœur de son peuple » ou Doña Gracia ou plus simplement « la Dame » (La Signora, La Señora).

#### Tibériade

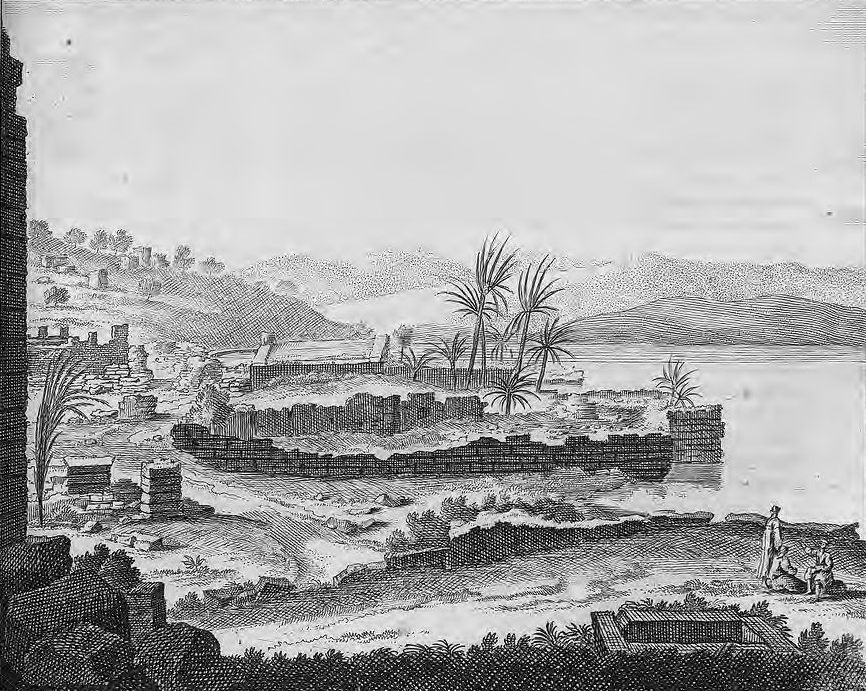
Vue du Tibériade lacustre, 1714

En 1558, elle se fit accorder par le sultan Selim II un bail à long terme sur la région de Tibériade, contre la garantie d'une augmentation substantielle de son produit fiscal annuel. Cette partie de la Terre sainte, alors incluse dans la Syrie ottomane, avait été conquise quelques années plus tôt et restait largement dévastée, ce qui laisse à penser que la motivation ne pouvait être l'intérêt. Soliman offrit cette terre à Joseph Nassi en 1561 (ainsi que plusieurs îles grecques), qui devint « seigneur de Tibériade »,. 

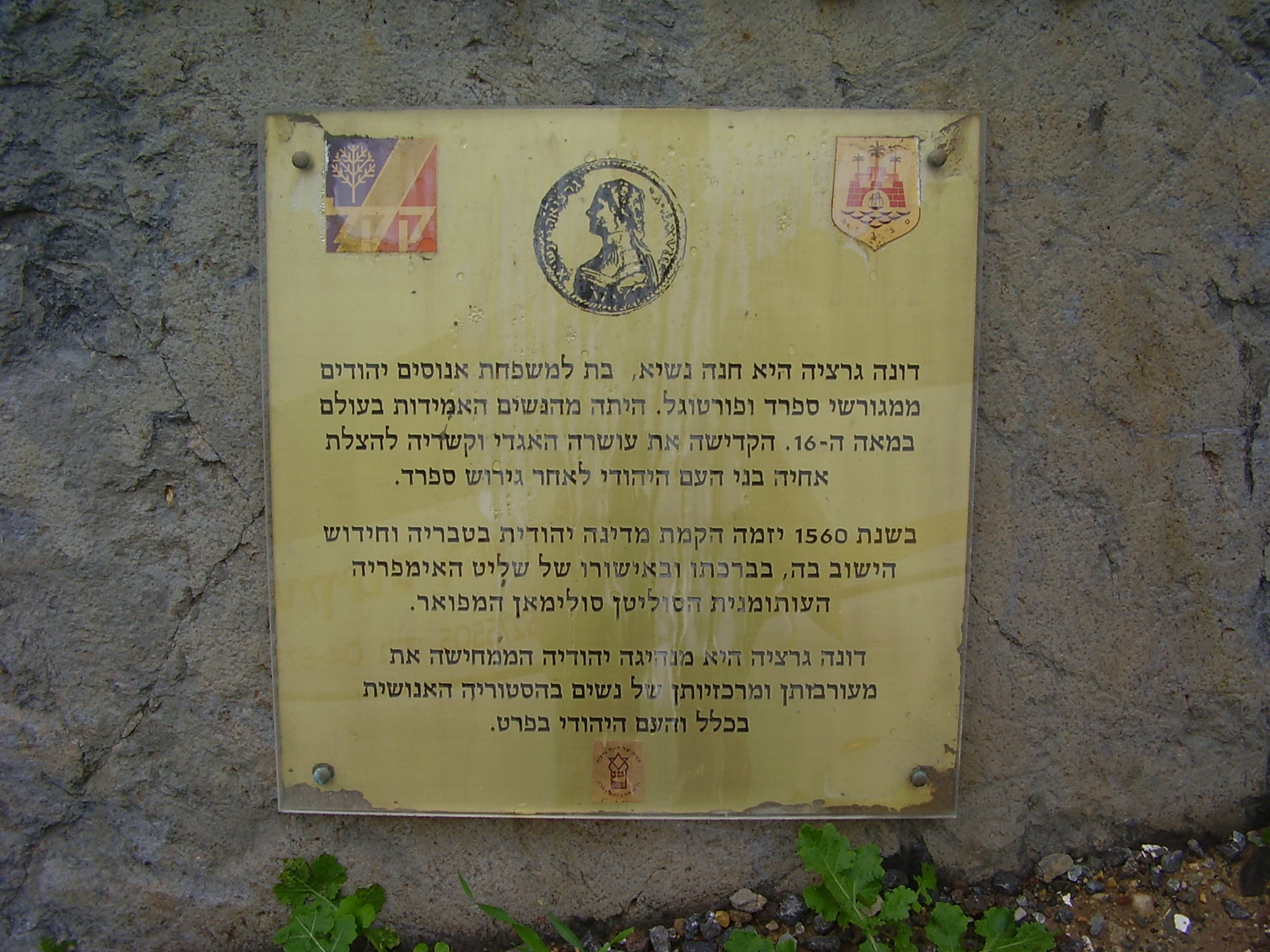
Détail de plaque commémorative à Tibériade

Avec l'aide du sultan et de son neveu, elle commença à reconstruire les villes abandonnées, afin que des réfugiés puissent s'y installer s'ils le souhaitaient. Son objectif était de faire de Tibériade un nouveau foyer majeur de peuplement, de négoce et de formation juif mais son entreprise eut à terme peu de succès auprès de ses coreligionnaires.
Un voyageur qui visita la région vers cette époque rapporte le soutien qu'elle avait procuré à la communauté juive de l'endroit, et comment, après sa mort survenue à Constantinople (ou en Palestine ?) en 1569, celle-ci dut chercher d'autres donateurs,,.

### Postérité
« Sa fille épousa... Don Joseph Nassi ce qui, de surcroît, évita la dispersion de la fortune familiale... plus tard, le (nouveau) Sultan (Mourad III) donna à sa politique un cours différent. La situation des Juifs se détériora en Turquie, et bientôt elle devint aussi dramatique que dans les pays contaminés par l’Inquisition. La plus grande partie de la fortune des Mendez-Nassi fut confisquée »,. Le couple Reyna et Joseph Nassi n'eut pas d'enfant.

#### Reconnaissance
Si elle fut à peine connue durant les siècles suivants, la Señora Gracia redevient populaire voire une figure culte dès la fin du XXe siècle, en écho à la nouvelle place des femmes d'aujourd'hui :

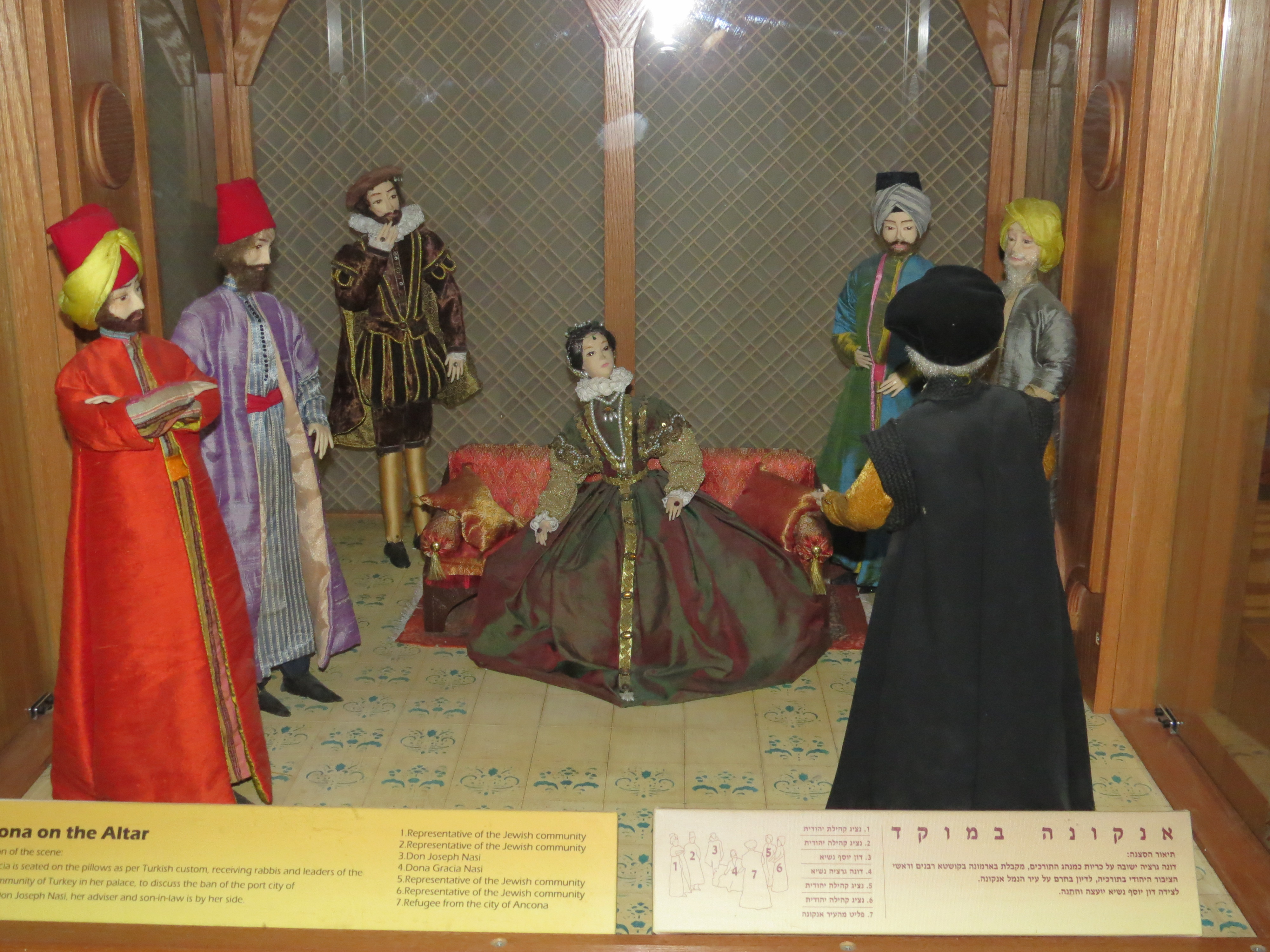
Au musée Dońa Gracia à Tibériade

- En 1992, un timbre israélien montre un portrait de Dona Gracia tiré d'une médaille qui avait été frappée à Ferrare vers 1551. Y figure un dessin de Tibériade inspiré d'une lithographie de 1681 de l'artiste néerlandais Cornelis de Bruijn 1681. Il y est écrit : « Voici la femme qui t’aida… au temps de ta détresse » (vers du poète marrane portugais du XVIIIe siècle Shmouel Usqui)[27],[28],[29] ;
- Elle a inspiré le roman de Catherine Clément La Senora, Paris, Calmann-Lévy, 1992.
- En 2000, le musée Dona Gracia est créé à Tibériade par Yaakov Amsalem, un entrepreneur de tourisme, et est géré par l'historien Tvzi Schaick. Il est consacré à la vie et l'œuvre de la philanthrope[3] ;
- En 2001, une pièce de théâtre en deux actes, écrite en turc par Beki Luiza Bahar (puis traduite en français par Eli Elkabes) a pour titre Doña Gracia Nasi[30],[31]
- Pour le 500e anniversaire de sa naissance, la ville de New York désigne un « jour Dona Gracia » en juin 2010, suivi dans ce même mouvement l'année suivante par Philadelphie ;
- Le gouvernement turc a parrainé une soirée Dona Gracia à New York et également une exposition à Lisbonne ;
- Il y a eu des conférences, des articles et des festivals en son honneur dans toute l'Europe ;
- Les dirigeants politiques d'Israël lui rendent hommage également pour le demi-millénaire de sa naissance, en octobre 2010 ;
- Le gouvernement israélien fait frapper une médaille commémorative à son effigie ;
- En 2010, Sephardic History publie une vidéo rappelant son œuvre sur YouTube et intitulée « Dona Gracia Nasi Mendes » ;
- Un site web consacré à Dona Gracia est lancé en 2011 ainsi qu'une page Facebook ;
- Un vin blanc italien est nommé d'après elle ;
- Elle apparaît dans la série TV turque Muhteşem Yüzyıl (« Le Siècle magnifique ») créée par Meral Okay et produite par Timur Savcı, et diffusée pour la première fois à partir de 2011 sur la chaîne Show TV puis sur d'autres chaînes de pays musulmans ; Gracia Mendes Nasi est jouée par l'actrice Dolunay Soysert[32].

Doña Gracia est "idolâtrée" par les descendants de conversos qu'elle a sauvés, vivant à présent dans le sud de l'Italie, en Amérique centrale, en Amérique du Sud et aux États-Unis.

L'érudit contemporain de Gracia, Rabbi Isaac Abouhav, écrit à son sujet :
« Quiconque entreprend de raconter les nobles actions et les rares vertus de Doña Gracia devra écrire des volumes s’il veut lui rendre justice. »

### Roman
- Michèle Sarde : Vous Doña Gracia: L'aïeule de la tribu perdue, 2023, Éd. MIALET BARRAULT,  (ISBN 978-2080241535), Akadem : La Messie des marranes. Doña Gracia, Michèle Sarde, écrivaine, Yossef Murciano, Journaliste, 13 novembre 2023..